# Heliófilo

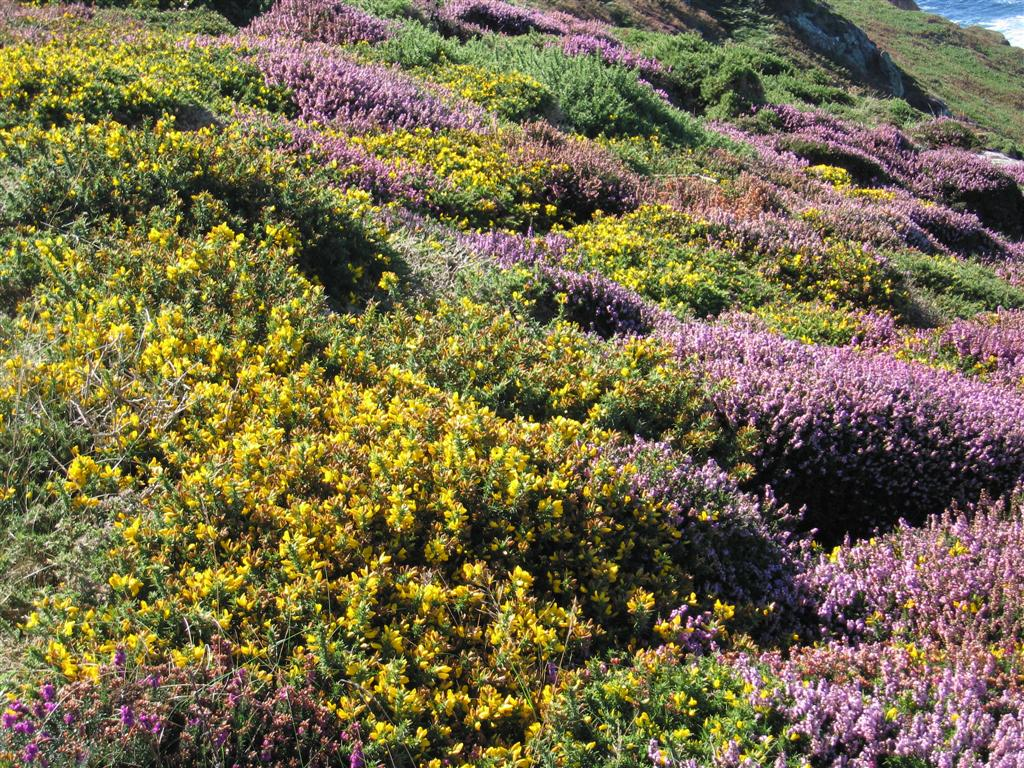
Este terreno con aulagas y brezos es un ejemplo de formaciones vegetales heliófilas, que se pueden encontrar en ambientes silíceos ácidos.

Heliófilo se dice de los seres vivos y del vegetal que requieren sol directo para su desarrollo. Con la luz del sol su metabolismo, crecimiento o actividad son mayores, también son mayores durante las horas de mayor insolación o con una insolación más prolongada. En su mayoría son plantas y comunidades vegetales que requieren el sol o que habitan en el lado de la solana de las montañas.
En el caso de las plantas son aquellas que necesitan una gran exposición a la luz solar, para poder vivir, suelen ser plantas invasivas, por desaparición de los bosques ya sean por incendios o por tala. Palabra derivada del griego helio (sol) y filo (amigo, amante), amigo o amante del sol, de la luz.
Heliófilo se opone a esciófilo. Lo contrario, las que rehúyen la luz, son heliófobos. Suelen pertenecer a la familias Lamiaceae, Fabaceae, etc, suelen ser arbustivas y pinchosas.